# Dave (série télévisée)
Pour les articles homonymes, voir Dave.
Dave est une série télévisée de comédie américaine en trente épisodes d'environ 30 minutes créée par Jeff Schaffer et le rappeur / comédien Lil Dicky, qui joue le personnage principal, et diffusée entre le 4 mars 2020 et le 31 mai 2023 sur FXX.
En France, la série est disponible depuis [Quand ?] sur Canal+, et en Belgique depuis le 15 décembre 2021 sur Disney+.

## Synopsis
La série met en vedette une version fictive de Lil Dicky et est centrée sur un homme névrosé de banlieue de la fin de la vingtaine qui s'est convaincu qu'il était destiné à être l'un des meilleurs rappeurs de tous les temps. Il doit maintenant convaincre ses amis les plus proches, car avec leur aide, il pourrait en fait convaincre le monde.

## Distribution

### Acteurs principaux
- Dave « Lil Dicky » Burd (VF : Nessym Guetat) : Dave « Lil Dicky » Burd
- Taylor Misiak (VF : Victoria Grosbois) : Ally, professeur d'école primaire et petite amie de Dave.
- Davionte « GaTa » Ganter (en) (VF : Jean-Baptiste Anoumon) : Davionte « GaTa » Ganter, le hype man de Dave sur scène.
- Andrew Santino (en) (VF : Sébastien Desjours) : Mike, colocataire et manager de Dave.
- Travis « Taco » Bennett (en) (VF : Jhos Lican) : Elliot « Elz », l'ami et DJ de Dave
- Christine Ko (en) (VF : Adeline Chetail) : Emma, la colocataire et amie d'Ally, et la graphiste de Dave.

### Récurrents
- Gina Hecht (VF : Ninou Fratellini) : Carol Burd, la mère de Dave.
- David Paymer (VF : Hervé Jolly) : Don Burd, le père de Dave.
- Carlease Burke (VF : Marie Bouvier) : Catherine Ganter
- Benny Blanco (VF : Adrien Antoine) : lui-même
- T. K. Carter : Cliff (saison 3)
- Chloe Bennet (VF : Kelly Marot) : Robyn (saison 3)
- Inga Cadranel (VF : Juliette Degenne) : Ava (saison 3)
- Rachel McAdams (VF : Noémie Orphelin) : elle-même (saison 3)

### Invités

#### Saison 1
- YG
- Justin Bieber (VF : Gauthier Battoue)
- Macklemore
- Trippie Redd (VF : Mathias Timsit)
- Young Thug (VF : Jonathan Amram)
- Gunna
- MadeinTYO
- O.T. Genasis
- Ninja
- Tierra Whack
- Kourtney Kardashian
- Marshmello
- Charlamagne tha God (VF : Diouc Koma)
- Angela Yee (en)

#### Saison 2
- CL
- Kendall Jenner (VF : Élise Vigné)
- Hailey Bieber
- Doja Cat (VF : Amélia Ewu)
- Kyle Kuzma
- Kareem Abdul-Jabbar
- Slim Jximmi (VF : Yves Letzelter)
- J Balvin (VF : Guillaume Bourboulon)
- Zach King
- Lil Yachty (VF : Sourou Ouadodji)
- Desiigner (VF : Pierre-Louis Bonnat)
- Dave East (VF : Günther Germain)
- Denzel Curry
- DJ Drama
- Kevin Hart
- Lil Nas X

#### Saison 3
- Usher
- Rick Ross
- Demi Lovato
- Don Cheadle
- Machine Gun Kelly
- Megan Fox
- Killer Mike
- Travis Barker (VF : Alexis Degay)
- Jack Harlow (VF : Clément Moreau)
- Lil Gotit (en) (VF : Grégory Lerigab)
- Emma Chamberlain (VF : Violaine Khal)
- David Dobrik (en)
- Finneas O'Connell
- Brad Pitt (VF : Jean-Pierre Michaël)
- Drake (VF : Grégory Lerigab)

 Source et légende : version française (VF) sur RS Doublage et Doublage Séries Database

## Production
Le 11 mai 2020, la série a été renouvelée pour la deuxième saison.
En février 2024, la série est mise sur pause indéfiniment.

## Épisodes

### Première saison (2020)
1. The Gander
2. Dave's First
3. Hypospadias
4. Somebody…
5. Hype Man
6. Talent Shows
7. What Wood You Wear?
8. PIBE
9. Ally's Toast
10. Jail

### Deuxième saison (2021)
Elle a été diffusée du 16 juin au 11 août 2021.
1. International Gander
2. "Antsy"	Ben Sinclair
3. The Observer
4. Kareem Abdul-Jabbar
5. Bar Mitzvah
6. Somebody Date Me
7. Ad Man
8. The Burds
9. Enlightened Dave
10. Dave

### Troisième saison (2023)
La troisième saison a été diffusée à partir du 5 avril 2023.
1. Texas
2. Harrison Ave
3. Hearsay
4. Wisconsin
5. The Storm
6. #RIPLilDicky
7. Rebirthday
8. Met Gala
9. Dream Girl
10. Looking for Love

## Réception
Dave a reçu des critiques mitigées à positives de la part des critiques. Sur Metacritic, la première saison a un score de 64 sur 100 basé sur 10 critiques indiquant des "critiques généralement positives". Sur Rotten Tomatoes, il a une cote d'approbation de 67 % avec un score moyen de 6,71 sur 10 basé sur 15 avis. Le consensus critique du site est : « Bien que les fans de Lil Dicky trouveront beaucoup à aimer, le complot superficiel de Dave et son sens de l'humour juvénile sont peu susceptibles de susciter un nouvel amour ».